# 吉田幸弘
吉田 幸弘（よしだ ゆきひろ、1961年7月23日 - ）は、日本の政治家、歯科医師。元衆議院議員（2期）。

## 人物
愛知県名古屋市守山区出身。東海中学校・高等学校を経て1987年に愛知学院大学歯学部を卒業。1991年、愛知学院大学大学院歯学研究科で歯学博士の学位を取得。1年間の医療機関勤務後、歯科医院を開業。
1996年10月20日執行の第41回衆議院議員総選挙に、愛知3区から新進党公認で出馬し、初当選。その後、新進党分党により1998年自由党所属となる。2000年、自由党を離れ保守党結党に参加するが、第42回衆議院議員総選挙の直前に自民党に入党する。
2000年6月25日執行の第42回衆議院議員総選挙に、比例東海ブロック単独候補として自民党公認で出馬。再選する。2002年1月、財務大臣政務官に就任。2003年9月に外務大臣政務官に就任。
2003年11月9日執行の第43回衆議院議員総選挙に、愛知3区から自民党公認で出馬するも、落選。
2004年2月27日、日歯連事件に絡んで参考人として事情聴取されていた愛知県出身の元公設第二秘書が、東京都内の自宅で首吊り自殺をしているのが発見される。同年7月28日、吉田は公職選挙法違反と業務上横領容疑で逮捕、自民党本部から除名された。2005年7月20日、東京地裁で懲役3年・執行猶予5年の有罪判決が出た。歯科医業停止3年の行政処分。